# Alexandr Nesterovschi
Alexandr Nesterovschi (n. 11 ianuarie 1981, Răuțel, Fălești, RSS Moldovenească, URSS) este un om politic din Republica Moldova, care din decembrie 2014 este deputat în Parlamentul Republicii Moldova de legislatura a XX-a (2014-2018), în cadrul fracțiunii Partidului Socialiștilor din Republica Moldova (PSRM).
La alegerile parlamentare din 30 noiembrie 2014 din Republica Moldova a candidat la funcția de deputat de pe locul 24 în lista candidaților PSRM.